# Реконвалесценти (филм)
„Реконвалесценти“ је српски филм из 2006. године. Режирао га је Слободан Радовић, а сценарио је писала Јелица Зупанц по приповетки Драгише Васића која је објављена у збирци  „Утуљена кандила“ 1922. године.

## Улоге
| Глумац               | Улога                        |
| -------------------- | ---------------------------- |
| Љубивоје Тадић       | Професор Љубишић - капетан   |
| Борис Пинговић       | Професор Ђорић               |
| Лепомир Ивковић      | Пуковник                     |
| Слободан Нинковић    | Потпуковник                  |
| Миленко Павлов       | Стеван - поручник            |
| Светислав Гонцић     | Адвокат - поручник           |
| Тања Дивнић          |                              |
| Слободан Јовановић   |                              |
| Небојша Кундачина    | Пуковник                     |
| Љубица Лукач         | Медицинска сестра            |
| Ненад Маричић        |                              |
| Раде Марјановић      | Капетан                      |
| Владислав Михаиловић | Младић                       |
| Драгиша Милојковић   |                              |
| Миле Станковић       | Милосав - болничар           |
| Ива Штрљић           | Медицинска сестра            |
| Томислав Трифуновић  | Старац са маларичним нападом |